# Liste der Monuments historiques in Schaeffersheim
Die Liste der Monuments historiques in Schaeffersheim führt die Monuments historiques in der französischen Gemeinde Schaeffersheim auf.

## Liste der Objekte
| Bezeichnung                    | Beschreibung                                                  | Standort                      | Kennzeichnung | Schutzstatus | Datum | Bild           |
| ------------------------------ | ------------------------------------------------------------- | ----------------------------- | ------------- | ------------ | ----- | -------------- |
| Skulptur Notre-Dame de la Joie | Holz, farbig gefasst und vergoldet, Ende des 15. Jahrhunderts | in der Kirche St-Léger (Lage) | PM67000305    | Classé       | 1978  | weitere Bilder |
| Glocke                         | Bronze, 1420 gegossen                                         | in der Kirche St-Léger (Lage) | PM67000306    | Classé       | 1982  |                |